# Onthophagus natronis
Onthophagus natronis es una especie de insecto del género Onthophagus, familia Scarabaeidae, orden Coleoptera.

## Historia
Fue descrita científicamente por Cambefort en 1984.